# Bohuslania matsmichaeli
Bohuslania matsmichaeli is een slakkensoort uit de familie van de Cuthonidae. De wetenschappelijke naam van de soort is voor het eerst geldig gepubliceerd in 2018 door Korshunova, Lundin, Malmberg, Picton en Martynov.